# Тьяго Мотта
Тья́го Мо́тта (порт. Thiago Motta, нар. 28 серпня 1982, Сан-Бернарду-ду-Кампу, Бразилія) — італійський футболіст бразильського походження, півзахисник. Завершив кар'єру в 2018 році. Згодом — футбольний тренер, головний тренер клубу  «Ювентус».
Також відомий виступами за клуби «Барселона» й «ПСЖ» та національну збірну Італії.
П'ятиразовий чемпіон Франції. Дворазовий чемпіон Іспанії. Дворазовий володар Суперкубка Іспанії з футболу. Чемпіон Італії. П'ятиразовий володар Кубка французької ліги та суперкубка Франції й чотириразовий володар кубка Франції. Дворазовий володар Кубка Італії. Володар Суперкубка Італії з футболу. Дворазовий переможець Ліги чемпіонів УЄФА. Клубний чемпіон світу.

## Клубна кар'єра

### «Барселона»
Вихованець футбольної школи бразильського клубу «Жувентуде».
1999 року молодий бразилець переїхав до Європи уклавши контракт з іспанською «Барселоною». Протягом 2,5 років захищав кольори другої команди «Барселони», що змагалася у третій за силою національній лізі (Сегунда Дивізіон Б).
2002 року привернув увагу тренерського штабу головної команди каталонського клубу і дебютував в іграх основного складу «синьо-гранатових». У складі каталонського гранда відіграв більше п'яти сезонів, двічі вигравав з командою чемпіонат Іспанії, здобув перемогу у Лізі Чемпіонів.

### «Атлетіко»
2007 року уклав однорічний контракт з мадридським «Атлетіко». Більшу частину цього сезону провів у клубному лазареті, відігравши за мадридців лише десять офіційних ігор у різних турнірах.

### «Дженоа»
По завершенні контракту з «Атлетіко» отримав статус вільного агента і, розглянувши декілька варіантів, вирішив продовжити кар'єру в Італії, де в його послугах зацікавився клуб «Дженоа». За один сезон, проведений в генуезькому клубі, Мотта став одним з ключових гравців півзахисту команди.

### «Інтернаціонале»
2009 року Мотта, разом з іншим лідером «Дженоа», Дієго Міліто, потрапив до сфери трансферних інтересів міланського «Інтернаціонале». Того ж року обидва гравці приєдналися до «Інтера». Наразі встиг відіграти за «нераззуррі» 49 матчів в національному чемпіонаті. За цей час виборов титул чемпіона Італії, ставав володарем Кубка Італії, володарем Суперкубка Італії з футболу, переможцем Ліги чемпіонів УЄФА, клубним чемпіоном світу.

### «Парі Сен-Жермен»
31 січня 2012 Мотта перейшов у французький клуб «Парі Сен-Жермен», підписавши контракт на 3,5 роки з заробітною платою в 2 млн євро за сезон. Сума трансферу склала 10 млн євро. Причому сам футболіст попросив керівництво клубу, щоб його продали, хоча і не мав проблем під час виступу за «Інтер». Пізніше Мотта розповів, що з деякими гравцями «Інтера», зокрема з Естебаном Камбьяссо, він не зміг знайти спільну мову.
За шість років у паризькому клубі Мотта провів 231 матч у всіх змаганнях, у яких забив 12 голів. Разом з «Парі Сен-Жермен» він виграв 19 трофеїв: по п'ять титулів чемпіонів Франції, кубків ліги та суперкубків та чотири кубки Франції. Більшість часу був основним опорним півзахисником клубу, в останні роки став його віце-капітаном.
Улітку 2018 року 35-річний Тьягу Мотта вирішив завершити футбольну кар'єру.

## Виступи за збірні
1999 року дебютував у складі юнацької збірної Бразилії, взяв участь у 3 іграх на юнацькому рівні, відзначившись 1 забитими голами.
2003 року залучався до складу молодіжної збірної Бразилії. На молодіжному рівні зіграв у 2 офіційних матчах.
Після переходу до «Інтера» Мотта привернув увагу тренерів національної збірної Італії. Гравець походив з родин італійських емігрантів, які свого часу перебралися до Бразилії, тож вже мав подвійне громадянство Бразилії та Італії. Оскільки Мотта не провів жодної гри за основну збірну Бразилії, правила ФІФА дозволили йому бути заявленим за італійську збірну.
За збірну Італії дебютував на початку 2011 року, провів у формі головної команди країни 30 матчів, забивши 1 гол.

## Кар'єра тренера
Завершивши ігрову кар'єру, залишився у клубній структурі «Парі Сен-Жермен», де протягом 2018–2019 років тренував одну з юнацьких команд клубу.
21 жовтня 2019 року був запрошений до свого колишнього клубу «Дженоа» змінити Ауреліо Андреаццолі на посаді головного тренера основної команди. За п'ять днів дебютував у статусі головного тренера, здобувши вольову перемогу 3:1 у грі проти «Брешії». Утім в наступних дев'яти іграх командою було здобуто лише ще одну перемогу при п'яти поразках і трьох нічиїх, після чого 28 грудня того ж року Мотта був звільнений з тренерського штабу команди, що на той час лишалася на останньому рядку турнірної таблиці Серії A.
| Дата       | Місто         | Господарі         | Результат | Гості      | Турнір               | Голи | Примітки |
| ---------- | ------------- | ----------------- | --------- | ---------- | -------------------- | ---- | -------- |
| 09/02/2011 | Дортмунд      | Німеччина         | 1 – 1     | Італія     | товариський матч     | -    | 81'      |
| 25/03/2011 | Любляна       | Словенія          | 0 – 1     | Італія     | Відбір до ЧЄ 2012    | 1    |          |
| 10/08/2011 | Барі          | Італія            | 2 – 1     | Іспанія    | товариський матч     | -    |          |
| 02/09/2011 | Торсгавн      | Фарерські острови | 0 – 1     | Італія     | Відбір до ЧЄ 2012    | -    | 73'      |
| 06/09/2011 | Флоренція     | Італія            | 1 – 0     | Словенія   | Відбір до ЧЄ 2012    | -    | 46'      |
| 11/11/2011 | Вроцлав       | Польща            | 0 – 2     | Італія     | товариський матч     | -    | 46'      |
| 29/02/2012 | Генуя         | Італія            | 0 – 1     | США        | товариський матч     | -    | 51'      |
| 01/06/2012 | Цюрих         | Італія            | 0 – 3     | Росія      | товариський матч     | -    | 61'      |
| 10/06/2012 | Гданськ       | Іспанія           | 1 – 1     | Італія     | ЧЄ 2012 - 1-й етап   | -    | 90'      |
| 14/06/2012 | Познань       | Італія            | 1 – 1     | Хорватія   | ЧЄ 2012 - 1-й етап   | -    | 57' 63'  |
| 18/06/2012 | Познань       | Італія            | 2 – 0     | Ірландія   | ЧЄ 2012 - 1-й етап   | -    |          |
| 28/06/2012 | Варшава       | Німеччина         | 1 – 2     | Італія     | ЧЄ 2012 - півфінал   | -    | 64' 89'  |
| 01/07/2012 | Київ          | Іспанія           | 4 – 0     | Італія     | ЧЄ 2012 - Фінал      | -    | 56' 60'  |
| 06/09/2013 | Палермо       | Італія            | 1 – 0     | Болгарія   | Відбір до ЧС 2014    | -    |          |
| 10/09/2013 | Турин         | Італія            | 2 – 1     | Чехія      | Відбір до ЧС 2014    | -    | 86'      |
| 11/10/2013 | Копенгаген    | Данія             | 2 – 2     | Італія     | Відбір до ЧС 2014    | -    |          |
| 15/11/2013 | Мілан         | Італія            | 1 – 1     | Німеччина  | товариський матч     | -    | 82'      |
| 18/11/2013 | Лондон        | Італія            | 2 – 2     | Нігерія    | товариський матч     | -    | 53'      |
| 05/03/2014 | Мадрид        | Іспанія           | 1 – 0     | Італія     | товариський матч     | -    | 62'      |
| 31/05/2014 | Лондон        | Ірландія          | 0 – 0     | Італія     | товариський матч     | -    | 62'      |
| 15/06/2014 | Манаус        | Англія            | 1 – 2     | Італія     | ЧС 2014 - 1-й етап   | -    | 57'      |
| 20/06/2014 | Ресіфі        | Італія            | 0 – 1     | Коста-Рика | ЧС 2014 - 1-й етап   | -    | 46'      |
| 24/06/2014 | Натал         | Італія            | 0 – 1     | Уругвай    | ЧС 2014 - 1-й етап   | -    | 75'      |
| 24/03/2016 | Удіне         | Італія            | 1 – 1     | Іспанія    | товариський матч     | -    | 45'      |
| 29/03/2016 | Мюнхен        | Німеччина         | 4 – 1     | Італія     | товариський матч     | -    | 68'      |
| 06/06/2016 | Верона        | Італія            | 2 – 0     | Фінляндія  | товариський матч     | -    | 63'      |
| 13/06/2016 | Десін-Шарп'є  | Бельгія           | 0 – 2     | Італія     | ЧЄ 2016 - 1-й етап   | -    | 78' 84'  |
| 17/06/2016 | Тулуза        | Італія            | 1 – 0     | Швеція     | ЧЄ 2016 - 1-й етап   | -    | 74'      |
| 22/06/2016 | Вільнев-д'Аск | Італія            | 0 – 1     | Ірландія   | ЧЄ 2016 - 1-й етап   | -    |          |
| 27/06/2016 | Сен-Дені      | Італія            | 2 – 0     | Іспанія    | ЧЄ 2016 - 1/8 фіналу | -    | 54' 89'  |
| Усього     |               | Матчів            | 30        |            | Голів                | 1    |          |

## Титули і досягнення
- Чемпіон Іспанії (2):

«Барселона»: 2004-05, 2005-06
- Володар Суперкубка Іспанії з футболу (2):

«Барселона»: 2005, 2006
- Чемпіон Італії (1):

«Інтернаціонале»: 2009-10
- Володар Кубка Італії (2):

«Інтернаціонале»: 2009-10, 2010-11
- Володар Суперкубка Італії з футболу (1):

«Інтернаціонале»: 2010
- Переможець Ліги чемпіонів УЄФА (2):

«Барселона»: 2005-06
«Інтернаціонале»: 2009-10
- Клубний чемпіон світу (1):

«Інтернаціонале»: 2010
- Чемпіон Франції (5):

«Парі Сен-Жермен»: 2012-13, 2013-14, 2014-15, 2015-16, 2017-18
- Володар Кубка Франції  (4):

«Парі Сен-Жермен»: 2014-15, 2015-16, 2016-17, 2017-18
- Володар Кубка французької ліги (5):

«Парі Сен-Жермен»: 2013-14, 2014-15, 2015-16, 2016-17, 2017-18
- Володар Суперкубка Франції (5):

«Парі Сен-Жермен»: 2013, 2014, 2015, 2016, 2017
- Срібний призер Золотого кубка КОНКАКАФ: 2003
- Віце-чемпіон Європи: 2012